# Фонтанабуона
Фонтанабуона (итал. Fontanabuona) — долина в восточной части итальянской области Лигурия.

## Описание
Долина простирается в направлении с северо-запада на юго-восток между внешней цепью Апеннин, спускающейся к морю, и внутренней, которая служит водоразделом между Лигурийским морем и бассейном реки По (реки Авето, Треббия). В долине пользуются известностью сланцевые карьеры. Торговля долины сосредоточена в Кьявари.